# 네른스트 열 정리
네른스트 열 정리(Nernst heat theorem)는 20세기 초 발터 네른스트에 의해서 만들어졌으며, 열역학 제3법칙의 발달에 사용되었다.

## 이론
네른스트 열 정리가 말하는 것은 절대온도 0으로 온도가 접근할수록 화학적, 물리적인 변환을 위한 엔트로피의 변화량은 0으로 접근한다는 것이다. 이것은 수학적으로 다음과 같이 쓸 수 있다.
{\displaystyle \lim _{T\to 0}\Delta S=0}
위의 방정식의 형태는 현대에 와서 쓰여진 것이고, 네른스트는 이러한 개념을 설명할 때 엔트로피의 개념을 사용하지 않았다.

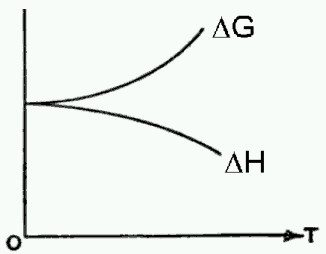
Graph of energies at low temperatures

다른 방법으로 이 정리를 살펴보는 것은 깁스 프리에너지({\displaystyle G})를 정의하는 것 에서부터 시작한다.
{\displaystyle G={\color {Blue}H}-TS}
일정한 온도와 압력에서, 반응물질이 생성물질을 만들기위한 깁스 프리에너지의 변화는 {\displaystyle \Delta G=\Delta H-T\Delta S} 로 쓸 수 있다.
{\displaystyle T=0}에서의 위의 방정식은 {\displaystyle \Delta G=\Delta H} 로 쓸 수 있고, 이는 실험 결과(오른쪽 그래프). 에서도 볼 수 있다. 하지만 {\displaystyle \Delta G}의 커브(곡선)은 열역학에서 {\displaystyle -\Delta S}라고 알려져 있다. 여기에서 보이는 기울기가 {\displaystyle \scriptstyle T\to 0} 일 때 수평적으로 0으로 접근하는 것은 {\displaystyle \scriptstyle \Delta S\to 0}이라는 것을 함축하고 있다. 바로 이것이 네른스트 열 정리이다.
네른스트 열 정리가 가지는 역사적인 의의는 막스 플랑크가 열역학 제3법칙을 만드는 데 많은 영향을 준 점이고, 이것은 순수하고 완벽한, 균일의 결정을 가진 물체의 엔트로피는 절대온도에서 0 임을 나타낸다.

## 같이 보기
- 시어도어 리처즈
- 엔트로피